# Point Pass
Point Pass är en ort i Australien. Den ligger i kommunen Goyder och delstaten South Australia, omkring 100 kilometer nordost om delstatshuvudstaden Adelaide.
Trakten runt Point Pass är nära nog obefolkad, med mindre än två invånare per kvadratkilometer.. Närmaste större samhälle är Eudunda, omkring 12 kilometer söder om Point Pass.
Trakten runt Point Pass består till största delen av jordbruksmark. Genomsnittlig årsnederbörd är 368 millimeter. Den regnigaste månaden är februari, med i genomsnitt 70 mm nederbörd, och den torraste är december, med 8 mm nederbörd.